# Distribuidor La Araña
El Distribuidor La Araña es una de las infraestructuras viales más importantes de la ciudad de Caracas, específicamente localizada en el Municipio Libertador, al oeste del Distrito Metropolitano y al centro norte del país sudamericano de Venezuela. A lo largo de la historia ha sufrido numerosas modificaciones. Fue construido en varias partes, comenzando en la década de 1950 y extendiéndose principalmente en la década de 1960. En 2006, le fueron realizadas obras de rehabilitación. En diciembre de 2014, se inauguró un viaducto que conecta el Distribuidor La Araña con la Autopista Valle-Coche. Ha sido declarada patrimonio cultural.

## Descripción
Se trata de una de las estructuras para autopista más reconocidas de la capital venezolana, junto con el Distribuidor El Pulpo y el Ciempiés. En ella se cruzan la Autopista Norte Sur y la Autopista Francisco Fajardo. Al norte se encuentra la Avenida San Martín, al sur la Avenida José Antonio Páez y al oeste la Avenida Santander. Otras estructuras cercanas incluyen el complejo deportivo Parque Naciones Unidas, La Maternidad Concepción Palacios, El Club de Suboficiales y la estación del Metro de Caracas, Maternidad.
Al norte, tras cruzar el Túnel de La Planicie, se conecta con el comienzo de la Autopista Caracas-La Guaira.
Al sur, cruza el Túnel El Paraíso, pasa por el viaducto sobre el Cementerio General del Sur, cruza el Túnel El Valle y desemboca en la autopista Valle-Coche no sin antes atravesar la Avenida Intercomunal de El Valle.